# خطوط مرکل
خطوط مرکل (انگلیسی: Muehrcke's lines) یا ناخن‌های مرکل (انگلیسی: Muehrcke's nails) تغییراتی در ناخن است که ممکن است نشانهٔ وجودِ یک بیماری زمینه‌ای باشد. این اصطلاح پزشکی به مجموعه‌ای از یک یا چند نوار عرضی کم‌رنگ اطلاق می‌شود که به موازات ماهک ناخن در تمام طول ناخن امتداد می‌یابند. برخلاف خطوط بو، خطوط مرکل شیاردار نیستند (بدون تغییر شکل سه بعدی)، و برخلاف خطوط میس معمولاً انگشت شست را درگیر نمی‌کنند.
خطوط مرکل یک شاخص قوی برای تشخیص کاهش سطح آلبومین خون است که ممکن است ناشی از علل مختلف باشد.
این خطوط در واقع در بستر عروقی زیر صفحهٔ ناخن قرار دارند. به این ترتیب، آنها با رشد ناخن حرکت نمی‌کنند و با اعمال فشار به ناخن (سپیدسازی بستر زیرین ناخن) ناپدید می‌شوند: این آنها را از «خطوط لوکونیشیای واقعی» مانند خطوط میس متمایز می‌کند. همچون ناخن‌های تری و ناخن‌های لینزی، تصور می‌شود که این عارضه در اثر نوارهای اِدِم موضعی که بر مویرگ‌های اطراف فشار وارد می‌کند، تشکیل می‌شود.
علاوه بر هیپوآلبومینمی و هرگونه عارضه ای که منجر به کاهش آلبومین خون می‌شود (سندرم نفروتیک، سوءتغذیه) خطوط مرکل در جریانِ شیمی‌درمانی، ایدز، مراحل پایانی بیماری‌های کلیه، همودیالیز، لنفوم هاجکین، پلاگر و کم‌خونی داسی‌شکل هم ممکن است به‌وجود آید.
در موارد نادری، خطوط مرکل ممکن است از تغییرات فیزیکی در گردش خون محیطی ناشی شوند: یک مطالعه موردی، ظهور این خطوط را در یک فرد سالم پس از صعود به ارتفاع ۸۸۴۸ متری در کوه اورست گزارش کرد.
خطوط مرکل را پزشک آمریکایی رابرت سی. مرکل (۱۹۲۱–۲۰۰۳) در مقاله‌ای که سال ۱۹۵۶ در ژورنال بی‌ام‌جی به چاپ رسید، توصیف نمود.